# Леопольд Георг Дункан Альберт
Принц Леопольд (повне ім'я англ. Leopold George Duncan Albert; 7 квітня 1853, Букінгемський палац — 28 березня 1884, Канни) — член британської королівської сім'ї, молодший син королеви Великобританії Вікторії та її чоловіка Альберта. З 1881 принц носив титули герцога Олбані, графа Кларенса і барона Арклоу. Хворів на гемофілію, від якої, зрештою, помер трохи не доживши до 31 року.

## Біографія
Леопольд народився 7 квітня 1853 року в Букінгемському палаці в сім'ї правлячої королеви Вікторії та принца-консорта Альберта Саксен-Кобург-Готського. Як син монарха, новонароджений отримав титул Його Королівська Високість Принц Леопольд. Хлопчика назвали на честь короля Бельгії Леопольда I, який був дядьком обом його батькам; Вікторія мала до дядька Леопольда особливі почуття, оскільки він був її наставником у справах до вступу престол й у роки правління. Серед його хрещених батьків були король Ганновера Георг V та німецька імператриця Августа.
У 1876 році Леопольд закінчив Оксфордський університет з докторським ступенем з цивільного права. Принц подорожував Європою, в 1880 він здійснив поїздку по Канаді та Сполучених Штатах зі своєю сестрою Луїзою, чоловік якої, Джон Кемпбелл, був генерал-губернатором Канади. Через хворобу гемофілією Леопольд не міг присвятити себе військовій кар'єрі. Натомість він став патроном мистецтв та літератури, був неофіційним секретарем своєї матері. Пізніше він претендував на посаду генерал-губернатора Канади та Австралії, але не отримав його частково через проблеми зі здоров'ям.
У лютому 1884 року лікарі настійно порадили принцу з'їздити на курорт, тому що холодний англійський клімат не сприяв його здоров'ю. Дружина Леопольда була вагітна, і в Канни він поїхав один. 27 березня в яхт-клубі принц послизнувся і впав, пошкодивши коліно. Леопольд помер рано вранці наступного дня. Був похований у каплиці Св. Георга у Віндзорському палаці.

## Родина
Дружина — Олена Вальдек-Пірмонтська
Діти:
- Аліса Великобританська — велика герцогиня Гессенська та Прирейнська
- Карл Едуард — наступний герцог Саксен-Кобург-Готський